# アンリ・カイヤヴェ
アンリ・カイヤヴェ（フランス語：Henri Caillavet、1914年2月13日 – 2013年2月27日）は、フランスの戦後の1946-58年に最も活躍した政治家である。 フランス第四共和政の時代、1967-1985年の間に、国民議会（下院）議員および元老院（上院）議員を務めた。
カイヤヴェは、ロット=エ=ガロンヌ県のアジャンの出身で、長年弁護士として働くうちに、市民の自由を守る保護者として、フランスでよく知られるようになった。彼は、ゲイの人々の権利に関する法律、中絶に関する法律、トランスジェンダーの問題に関する法律、互いの同意に基づいた離婚に関する法律、安楽死に関する法律、臓器移植に関する法律などを提案した。
1953年1月、ルネ・マイエール政権の外務省大臣に任命され、その後、1954年にビエール・マンデス=フランス政権の海軍省大臣を務めた。1958年には、シャルル・ド・ゴール将軍に対立し、彼への任命と新しい憲法に対する反対票を投じた。
ロット=エ=ガロンヌ県を離れた後、オート=ピレネー県ブリスプの市長に当選し、1959年から1983年まで市長を務めた。ロット=エ=ガロンヌ県で上院議員選挙を戦い、1967年6月に当選した。上院議員は1967年から1983年まで務め、1979年から1984年にかけて欧州議会議員を兼任した。1983年、上院議員ジャン・フランソワ=ポンセに敗れ、上院議員を辞めたが、その後、CNIL (情報処理および自由に関する国家委員会) やシンク・タンクのヴォルテール・ネットワークなど、多数のイニシアティブの立ち上げに協力した。このような立場から、1985年6月、報道の透明性と多様性のための委員会（la commission pour la transparence et la pluralité de la presse）の委員長に任命された。
尊厳死の権利のための協会（Association pour le droit de mourir dans la dignité; ADMD）の会長を2007年6月23日まで複数回務めた。
2013年2月27日、カイヤヴェはブリスプにて99歳で亡くなった。